# Pa-O (zona autoadministrada)
Pa-O é uma zona autoadministrada da Birmânia (ou Mianmar). Foi criada no interior do estado de Xã após conflito armado com o governo.